# Pokolj u Marikani
Pokolj u Marikani dogodio se 16. kolovoza 2012. godine u Marikani u Južnoafričkoj Republici na 25. godišnjicu štrajka rudara diljem zemlje. Južnoafričke policijske snage pucale su na rudare, koji su prosvjedovali. Ranili su 78, a ubili njih 34. Većina je ubijena puškama koje su koristile policijske snage. Događaj je bio najsmrtonosnija upotreba sile od strane južnoafričkih snaga sigurnosti protiv civila još od 1976. godine, prilikom ustanka u Sowetu.  Pokolj je također uspoređen s pokoljem u Sharpevilleu 1960. godine.
Štrajk je bio važnan događaj u suvremenoj južnoafričkoj povijesti; slični štrajkovi dogodili su se u drugim rudnicima diljem Južne Afrike. Ovi su događaji učinili su 2012. godinu godinom s najvše prosvjeda  u zemlji još od kraja apartheida.
Pokolj se dogodio tijekom divljeg štrajka u rudniku u vlasništvu poduzeća Lonmin u području Marikane, u blizini Rustenburga. Događaj je privukao međunarodnu pozornost nakon niza nasilnih incidenata između policije, osiguranja Lonmina i članova Nacionalnog sindikata rudara (NUM) s jedne strane i štrajkaša s druge strane. Prvi incidenti nasilja dogodili su se 11. kolovoza, kada su čelnici NUM-a otvorili vatru na članove NUM-a koji su štrajkali. Dvojica štrajkaša su bili teško ranjeni, ali nisu ubijeni.
U razdoblju od nedjelje 12. kolovoza do utorka 14. kolovoza smrtno je stradalo 10 osoba, među kojima šest radnika rudnika, dva zaštitara Lonmina i dva pripadnika SAPS-a. U sukobu štrajkaša i pripadnika SAPS-a 13. kolovoza poslijepodne poginula su trojica rudara i dvojica SAPS-ovaca. Za preostalih pet osoba se zna ili se vjeruje da su ih štrajkaši ubili.